# Rotschau
Rotschau (im regionalen Dialekt auch Rotsche genannt) ist ein Ortsteil der Großen Kreisstadt Reichenbach im Vogtland im Vogtlandkreis (Freistaat Sachsen). Er wurde am 1. Januar 1996 eingemeindet.

## Geografie

### Lage
Rotschau liegt südlich des Stadtkerns von Reichenbach im Vogtland. Der Ort liegt im Osten des Naturraumes Vogtland im sächsischen Teil des historischen Vogtlands. Der durch den Ort fließende Lohegraben mündet westlich des Orts in die Göltzsch, welche die westliche Ortsgrenze bildet. Im äußersten Süden des Ortsteils befindet sich das Alaunwerk Mühlwand.

### Nachbarorte
| Mylau      | Reichenbach                                 |               |
| Lambzig    | Kompassrose, die auf Nachbargemeinden zeigt | Reichenbach   |
| Lauschgrün | Mühlwand                                    | Schneidenbach |

## Geschichte

### Entstehung des Orts und des Ortsnamens

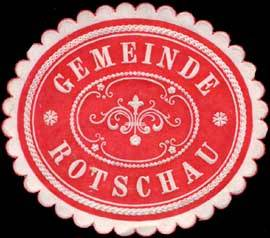
Siegelmarke der Gemeinde Rotschau

Der Ort Rotschau geht auf eine slawische Siedlung zurück, worauf auch die Fluraufteilung als Rundling deutet. Die alten Bauerngehöfte liegen hauptsächlich um einen Anger. Rotschau wurde am 15. August 1324 in Greiz erstmals urkundlich als Roschowe erwähnt. In dieser Urkunde bestätigte Heinrich der Jüngere, Vogt von Plauen, seinem Vetter Heinrich von Gera die Besitzverhältnisse. Doch vermutlich ist der Ort noch älter, denn unter alte Ratscha (1140) oder als Ratschaw (1274) gibt es weitere Erwähnungen.
1460 findet man in einem Lehensbrief auch den Namen Rotschach. Im Laufe der Zeit wurden die Namen Roitzschau und Rotzschau verwendet. Im Jahr 1900 wurde auf Antrag der Gemeinde die amtlich offizielle Schreibweise Rotschau in Dresden gestellt, dem Antrag wurde am 8. Mai 1901 durch die Königlich Sächsische Regierung stattgegeben. Mit der tschechischen Gemeinde Ročov bestehen gemeinsame historische Wurzeln durch Albrecht von Kolowrat, der in der Zeit Kaiser Karl des IV. Verwalter der Herrschaft Milin (Mylau) war. Am 2. Januar 1373 erhielt er durch Karl den IV. des Recht zur Betreibung des Augustinerklosters Dolní Ročov. Heute bestehen zwischen beiden Orte freundschaftliche Kontakte.

### Geschichte bis zur Gegenwart
Rotschau gehörte wie seine Nachbarorte zur Herrschaft Mylau, die im 16. Jahrhundert zum kursächsischen Amt Plauen kam. Die Grundherrschaft über den Ort war bis ins 19. Jahrhundert zwischen den Rittergütern Netzschkau und Mylau geteilt. Rotschau gehörte bis 1856 zum kursächsischen bzw. königlich-sächsischen Amt Plauen. 1856 wurde der Ort dem Gerichtsamt Reichenbach und 1875 der Amtshauptmannschaft Plauen angegliedert. In der südlichen Ortsflur befindet sich das Alaunwerk Mühlwand, in dem zwischen 1691 und 1825 der Abbau von Alaunschiefer erfolgte.
Im Jahre 1839 wurde in Rotschau die erste Schule gebaut. Sie wurde von Kindern aus Rotschau und Mühlwand besucht. Von 1848 bis 1866 war der in Rotschau wohnende Gutsbesitzer Johann Gottfried Dietzsch Abgeordneter des Sächsischen Landtages. Der erste Lehrer in Rotschau war Hermann Theodor Thieme, der vorher in Mylau tätig war. Im Jahre 1857 zählte Rotschau 325 und Mühlwand 61 Einwohner. 1876 erfolgte ein Neubau der Schule und 1894 und 1934 weitere Anbauten. Im Jahre 1998 wurde die Schule geschlossen, bis 2015 wurde es als Kindertagesstätte genutzt. Derzeit steht das Gebäude leer.
Bis ca. 1860 bestand in Rotschau noch der Reihenschank und eine staatliche Konzession auf Salzverkauf, wobei zu erwähnen sei, dass der Pächter stets ein trinkbares Bier zu halten habe und auf die Ordnung nach dem Gesetz zu sehen sei.
Heute gibt es im Ortsgebiet zwei Ausflugsgaststätten, das „Cafe Daheim“ und – im ehemaligen „Gasthof zur Linde“ – das „Ristorante Nuovo Vita“ mit italienischer Küche. Rotschau entwickelte sich seit der Mitte des 19. Jahrhunderts zu einer Wohngemeinde für Handwerker und Arbeiter der Textilbetriebe im Ort und den Nachbarstädten Mylau und Reichenbach. Dadurch erlebte der Ort einen Bevölkerungsanstieg von 306 Einwohnern im Jahr 1884 auf über 1500 im Jahr 1950, was sich auch in einem regen Baugeschehen in Richtung der Stadt Reichenbach verdeutlichte.
Durch die zweite Kreisreform in der DDR kam die Gemeinde Rotschau im Jahr 1952 zum Kreis Reichenbach im Bezirk Chemnitz (1953 in Bezirk Karl-Marx-Stadt umbenannt), der ab 1990 als sächsischer Landkreis Reichenbach fortgeführt wurde und 1996 im Vogtlandkreis aufging. Am 1. Januar 1996 erfolgte die Eingemeindung von Rotschau nach Reichenbach.

## Öffentlicher Nahverkehr
Rotschau ist im Halbstundentakt (am Wochenende im Stundentakt) über die StadtBus-Linie 82 des Verkehrsverbunds Vogtland mit Reichenbach verbunden. Diese Linie nimmt am Rendezvous-Knoten auf dem Postplatz in Reichenbach teil und bietet damit Anschlüsse in die ganze Stadt.

## Sehenswürdigkeiten
Markante Punkte in Rotschau sind die Schwarze Tafel und das Kreuzholz, die beide auf eine lange Geschichte zurückgehen. Neben dem Dorfkern ist das Alaunwerk und das Göltzschtal mit der Egerschen Brücke und dem Hirschsteinfelsen sehenswert. Unterhalb der Schwarzen Tafel, in Richtung Mühlwand, steht ein Sühnekreuz, von dem überliefert ist, es markiere die Stelle, an der vor Jahrhunderten eine Postkutsche im Sumpf versunken sei.

## Vereine und Veranstaltungen
- Rotschau liegt am Radwanderweg der Euregio Egrensis sowie am Wanderweg Erzgebirge – Vogtland.
- Neben dem örtlichen Sportverein, dem SG Rotschau e. V. (Turnen und Fußball),

besteht noch ein
- Kleintierzuchtverein seit 1895,
- Männergesangverein Liederkranz e. V., seit 1869

sowie die
- Freiwillige Feuerwehr, die im Jahre 1888 gegründet wurde.
- in Mühlwand betreibt der Verein Tropfsteingrotte Mühlwand-Reichenbach e. V. das Besucherbergwerk Alaunwerk
- alle 2 Jahre wird durch den Oldtimerclub Reichenbach der „Bergpreis Mühlwand“ durchgeführt